# Apeadero de Pisão
Nota: No confundir con la antigua Estación de Pisão, en la Línea del Miño.
El Apeadero de Pisão fue una plataforma ferroviaria de la Línea de Porto a Póvoa y Famalicão, situada en el ayuntamiento de Póvoa de Varzim, en Portugal.

## Historia
Este apeadero se encontraba en el tramo entre las Estaciones de Póvoa de Varzim y Fontainhas, que entró en servicio el 7 de agosto de 1878.